# Haut-le-pied
Pour les articles homonymes, voir HLP.

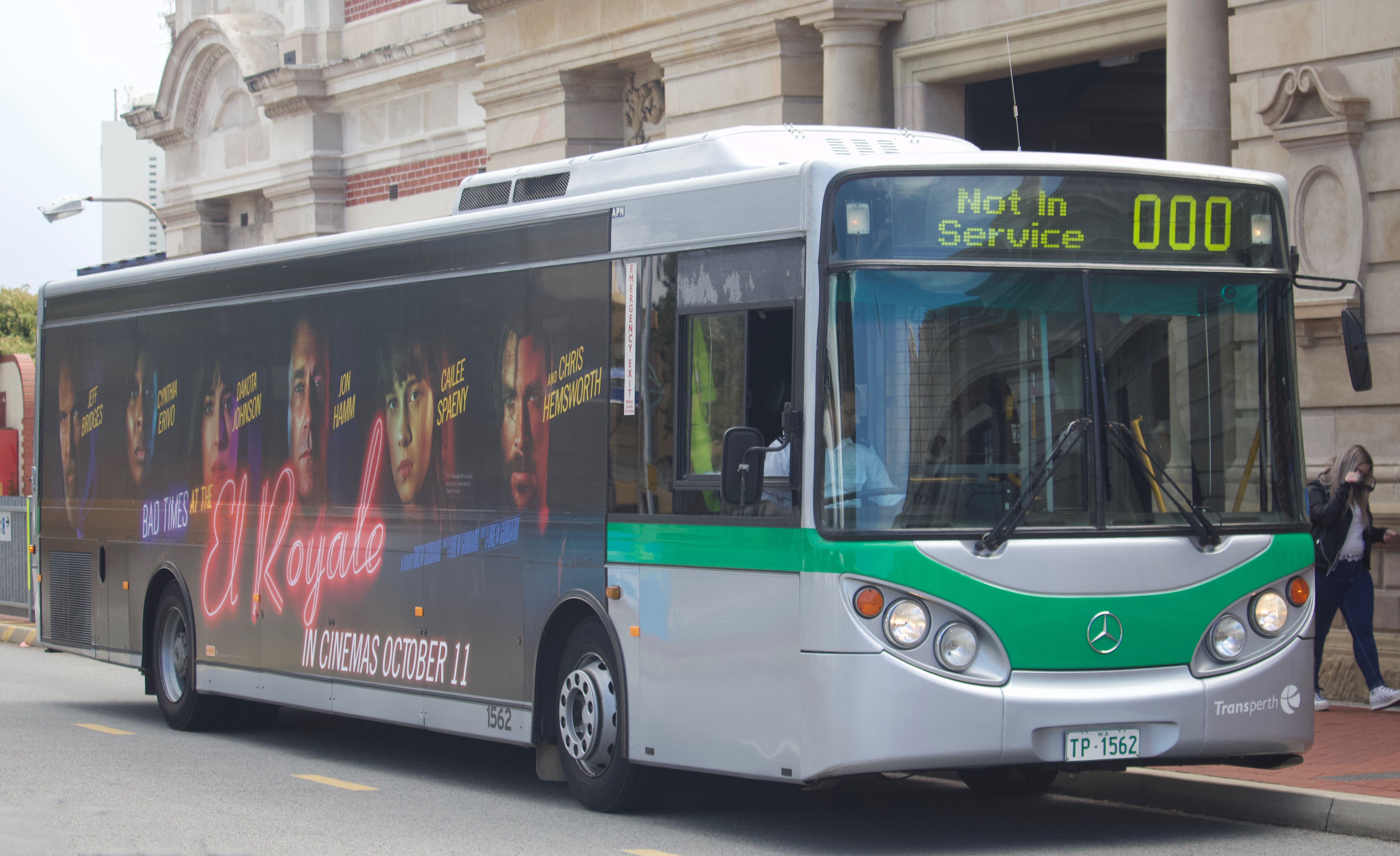
Exemple de ce type de course

Le haut-le-pied (HLP) est une expression utilisée en transport ferroviaire et routier désignant tout déplacement non commercial d'un véhicule sur le réseau.

## Étymologie
Cette expression viendrait à l'origine du transport à cheval. Deux hypothèses sont ainsi proposées : d'une part, les voitures à chevaux s’affaissaient en général sous le poids lorsqu'elles étaient chargées, en revanche, lorsqu'elles étaient vides, les voyageurs devaient lever le pied haut pour monter à bord ; d'autre part, lorsque l'animal ne portait pas de charge ou ne tirait pas d'attelage, il était soulagé et levait haut le pied.
L'équivalent anglais de cette expression est deadhead (abrégé DH).

## Utilisation

### En France

#### Dans les transports
Dans le transport ferroviaire, il s'agit pour le matériel roulant d'une ou deux locomotives (en unité multiple) circulant seules ou pouvant tracter d'un à deux véhicules (wagon ou voiture) et pour le personnel, d'un parcours à bord d'un train avec ou sans voyageurs, où l'agent se déplace en simple passager, sans effectuer de mission de contrôle. Dans le cas de rames multiples (par exemple une rame double de TGV), on distingue la rame haut-le-pied, fermée aux voyageurs et jumelée à une rame ouverte aux passagers, de la rame VV entièrement fermée aux voyageurs.
Dans le transport routier de voyageurs, le haut-le-pied est le déplacement d'un véhicule (autobus ou autocar) ne transportant aucun passager.
Par extension, le terme haut-le-pied désigne tout véhicule qui n'est pas affecté à une tâche particulière et qui est disponible pour remplacer tout autre matériel en panne ou en indisponibilité, souvent, il s'agit d'un matériel ancien, amorti mais en état d'usage.
Un parcours haut-le-pied est donc contre-productif puisqu'il n'apporte aucune recette commerciale, tout en générant des coûts de fonctionnement (consommation de carburant, rémunération des agents...). Le graphicage vise principalement à minimiser les distances haut-le-pied (à vide) par rapport aux distances commerciales (en ligne).
En transport fluvial, on appelle aussi un haut-le-pied, un pousseur ou remorqueur qui navigue sans être brêlé (attaché) à une barge ou un automoteur.

#### Extensions
Par analogie, cette expression est également utilisée en hôtellerie-restauration pour faire remarquer qu'un personnel de salle retourne les mains vides dans les parties arrière (cuisine, plonge) alors que, dans l'absolu, il y a toujours quelque chose à débarrasser durant un service.

#### La Poste
La notion de « haut-le-pied » est également utilisée dans l'organisation postale française dans le cadre des tournées de facteurs. Un facteur qui sort d'un centre de tri pour aller sur son premier point de distribution, une adresse physique, réalise un « haut-le-pied ».

### En Suisse et en Belgique
Cette expression est utilisée en Belgique à propos du personnel roulant des trains : un conducteur ou un accompagnateur de trains haut-le-pied (abrégé HLP) signifie qu'il effectue un déplacement en train, en bus ou en taxi sans exercer sa fonction (sans conduire pour le conducteur, sans être ni chef de train ni contrôle pour l'accompagnateur).
Dans le métro bruxellois, cette expression est utilisée pour désigner le trajet entre un quai d'arrivée au terminus et le quai de départ du même terminus sur le quai opposé. Le temps d'attente sur le quai de départ est compris dans le haut-le-pied avec le temps de manœuvre en arrière-station.